# أزيليا بانكس
أزيليا أماندا بانكس (بالإنجليزية: Azealia Amanda Banks) (من مواليد 31 مايو، 1991)، المعروفة باسم الشهرة أزيليا بانكس هي رابر أمريكية، مغنية، وكاتبة أغاني. ولدت في هارلم، نيويورك، واصلت أزيليا اهتمامها في المسرح الغنائي في سن مبكرة، درست في المدرسة الثانوية لاغوارديا للفنون المسرحية قبل أن تخرج منها للتركيز على مهنتها الموسيقية. في أواخر عام 2008، اعتمدت اسم مستعار «ميس بانكس» وبدأت في إصدار موسيقاها من خلال ماي سبيس، في نهاية المطاف وقعت صفقة مع تسجيلات إكس إل في سن 17.
لاحقا، انضمت إلى تسجيلات إنترسكوب، وبوليدور. في 5 ديسمبر، 2011، أعلنت بي بي سي أن أزيليا قد ترشحت إلى قائمة ساوند أوف 2012، حيث في نهاية المطاف أصبحت في المركز الثالث. أغنيتها المنفردة الأولى، "212" مع اشتراك ليزي جاي، صدرت في 6 ديسمبر، 2011. لاحقا، أصبحت جزءاً من أول أسطوانة مطولة لها بعنوان 1991.

### الآراء السياسية
تشتهر بانكس بحديثها العلني عن قضايا الحقوق المدنية للأمريكيين من أصل أفريقي، حيث وصفها أحد المعلقين في "سبليس توداي" بأنها "ذات طبع نيويوركي حاد، حيث تثور غضبًا إذا ما عارضها أحد". في ديسمبر 2014، دعت إلى دفع أكثر من 100 تريليون دولار للأمريكيين من أصل أفريقي كتعويضات مالية عن استعباد أسلافهم، مستشهدة بالتعويضات الأمريكية للمجتمعات الأمريكية الأصلية والتعويضات الألمانية للناجين اليهود من الهولوكوست كسوابق. وعلى تويتر، حثت الشباب الأميركيين من أصل أفريقي على الاهتمام بمثل هذه القضايا، وأضافت: "نحن أبناء الشعب الذي لقي حتفه باسم الرأسمالية الحديثة، ونستحق قطعة من تلك الفطيرة اللعينة". وأضافت أن التعويضات يمكن استخدامها لتحسين فرص التعليم للأمريكيين السود.
في عام 2016، لجأت بانكس إلى تويتر للتعبير عن تأييدها لحملة دونالد ترامب الرئاسية عام 2016، موضحة أنه "ليس لدي أي أمل في أمريكا... أعتقد أن دونالد ترامب شرير مثل أمريكا الشريرة، ولكي تتمكن أمريكا من مواكبة نفسها فهي بحاجة إليه... السياسيون أشرار بطبيعتهم، وأنا أثق في الشخص الأكثر شفافية". تراجعت عن تأييدها لترامب في أكتوبر 2016، ونشرت على فيسبوك: "لقد ارتكبت خطأً فادحًا بتأييدي لشعر مستعار. حقوق المرأة مهمة ويجب علينا حمايتها". ومع ذلك، بعد فوز ترامب بالرئاسة، نشرت: "إنه بطلي اللعين الآن. أنا سعيدة للغاية"
في أبريل 2022، نشرت بانكس قصة على إنستغرام تنتقد فيها أوكرانيا مرارًا وتكرارًا خلال الغزو الروسي للبلاد 2022. زعمت، دون دليل، أن الرئيس الأوكراني فولوديمير زيلينسكي منع طلاب التبادل الأفارقة من مغادرة البلاد، في إشارة إلى السلطات الأوكرانية التي منعت المهاجرين السود من الفرار في بداية الحرب. كما زعمت، دون دليل، أن أوكرانيا تستخدم سفاراتها في الدول الأفريقية لتجنيد مرتزقة للقتال في أوكرانيا. وقال بانكس إن زيلينسكي كان يحاول إثارة حرب نووية عالمية، وحثّ أوكرانيا على الاستسلام.في قصة سابقة على إنستغرام بتاريخ 1 أبريل، أشادت بالرئيس الروسي فلاديمير بوتن، قائلة إنها "تحبه حقًا" ووصفته بأنه "الشرير الخارق المفضل لديها على الإطلاق".
انتقلت من لوس أنجلوس إلى ميامي في عام 2021. في يناير 2023، قالت إنها فعلت ذلك لأنها شعرت بخيبة أمل من سياسات لوس أنجلوس وأنها شعرت بأمان أكبر في فلوريدا. كما أشادت بحاكم ولاية فلوريدا رون دي سانتيس، الذي وصفته بأنه "يركز على الأمور الأساسية" و"عملي في كثير من الأمور".
في يوليو 2024، حضرت تجمعًا لدعم حملة ترامب الرئاسية 2024 في فلوريدا. في الرابع من نوفمبر، اليوم السابق للانتخابات، نشرت على موقع أكس (الذي كان يُعرف سابقًا باسم تويتر) أنها ستصوت لصالح كامالا هاريس بسبب مخاوفها بشأن تورط إيلون ماسك مع ترامب؛ وكتبت أن ماسك "لا ينتمي إلى أي مكان بالقرب من السياسة الأمريكية". في السادس من نوفمبر، نشرت صورة على موقع أكس، من المفترض أنها لبطاقتها الانتخابية التي اختارت فيها دونالد ترامب، وكتبت تحتها: "لقد كذبت، لقد صوتت لصالح ترامب أمس". في أبريل/نيسان 2025، أعربت عن ندمها على التصويت لترامب، وكتبت: "حسنًا، أعتقد أن الوقت قد حان ليعترف كل من صوّت لترامب بأننا أفسدنا كل شيء. إنها كارثة بكل معنى الكلمة. إنه حقير وانتقامي للغاية. بصراحة، هذا حقه، ولكن ليس عندما تكون رفاهية ومعيشة مليارات البشر - بل العالم بأسره تقريبًا - بين يديك."
في يونيو 2025، صرحت بانكس بأنها صهيونية وتدعم إسرائيل، وكتبت "اللعنة على فلسطين" نشرت على موقع أكس وكتبت "لا ينبغي لأي شخص أسود أن يدعم فلسطين"، مستشهدة بـ العنصرية ضد السود في العالم العربي. وأكدت أن إسرائيل يجب أن تمنح اللجوء للفلسطينيين من أصل أفريقي فقط، مدّعيةً، دون دليل، أن الفلسطينيين الآخرين ارتكبوا إبادة جماعية ضدهم. وانتقدت حل الدولتين، قائلة: "لا، يجب أن تكون فلسطين الانتدابية كلها إسرائيل. لا تستطيع فلسطين أن تدعم نفسها دون مساعدة من دول أخرى، لذا يجب على الناس أن يغادروا أو يصبحوا إسرائيليين متجنسين."في نهاية شهر يونيو، تم اختيارها كواحدة من "12 شخصًا جعلوا العالم أكثر حرية هذا العام" في حفل توزيع جوائز سيناء لعام 2025 الذي نظمته مجلة "تابلت". وكانت قد نددت في وقت سابق بـ"العنصريين" في إسرائيل، وأعلنت أنها لن تعود إلى البلاد أبدًا في مايو/أيار 2018.
في يوليو 2025، دافع بانكس عن ترامب بشأن اتهامات بظهوره في قائمة عملاء جيفري إبستين، مدعيًا أن "ممارسة الجنس مع الفتيات في سن 14 عامًا لم تكن محظورة اجتماعيًا إلا في التسعينيات".

## وصلات خارجية
- أزيليا بانكس على موقع IMDb (الإنجليزية)
- أزيليا بانكس على موقع ميوزك برينز (الإنجليزية)
- أزيليا بانكس على موقع رولينغ ستون (الإنجليزية)
- أزيليا بانكس على موقع أول ميوزيك (الإنجليزية)
- أزيليا بانكس على موقع ديسكوغز (الإنجليزية)